# Theodor Wolf

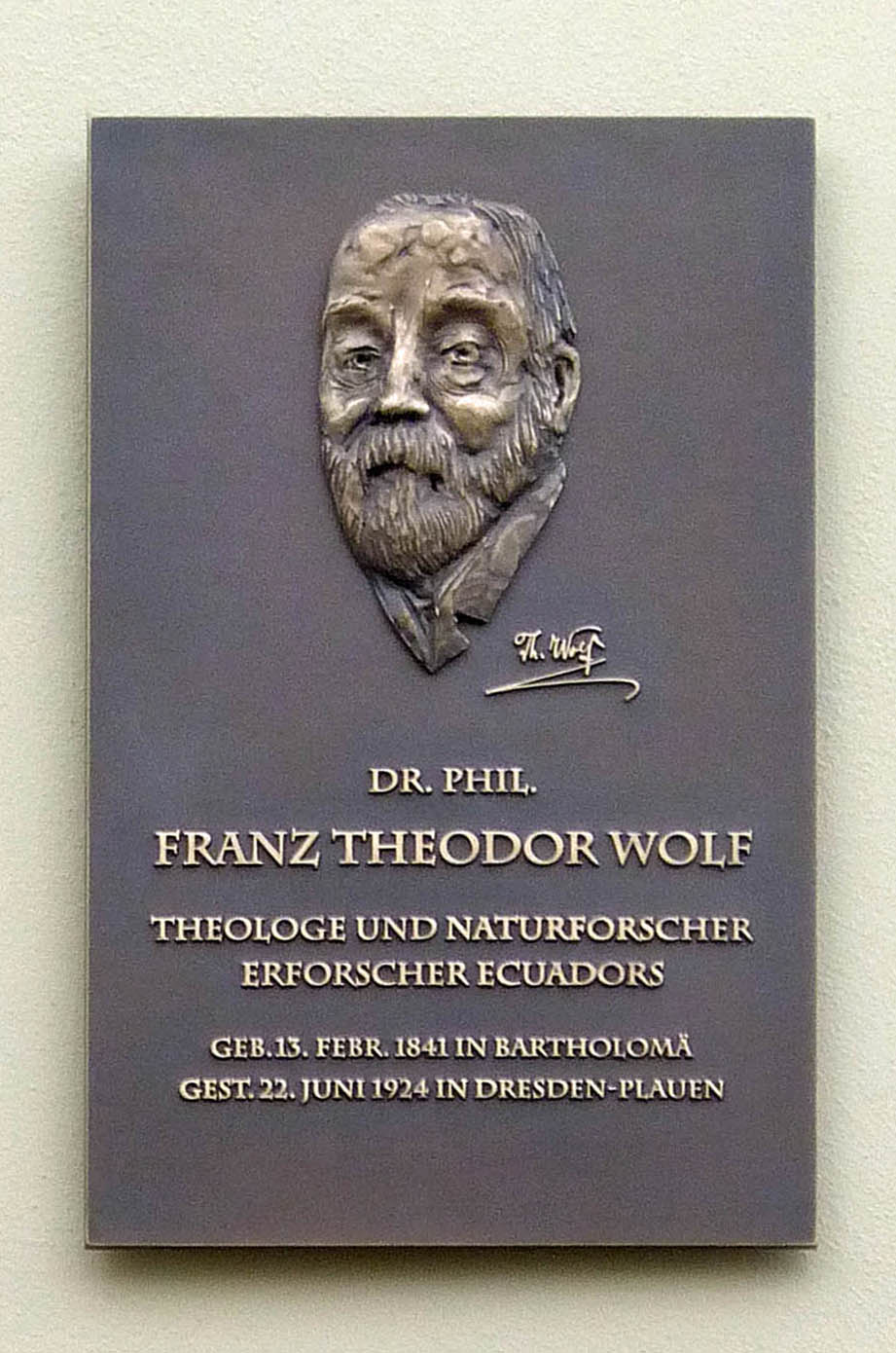
Gedenktafel für Franz Theodor Wolf am Haus Hohe Str. 62 in Dresden-Plauen

Franz Theodor Wolf SJ (* 13. Februar 1841 in Bartholomä bei Aalen; † 22. Juni 1924 in Dresden) war ein deutscher Jesuit sowie Geologe, Geograph und Botaniker, der vor allem durch seine Tätigkeit in Ecuador berühmt wurde.

## Leben und Wirken
Als drittes von sieben Kindern eines Schulmeisters wuchs Theodor Wolf in einfachen Verhältnissen auf. 16-jährig trat er den Jesuiten bei, durchlief das Noviziat in Gorheim, absolvierte das Gymnasium, studierte Theologie in Aachen und Münster und ab 1862 Naturwissenschaften in Bonn. Schon 1864, erst 23-jährig, wurde er zum Dozenten für Naturwissenschaften am Collegium Maximum der Jesuiten in Maria Laach bestellt.
1870, im Jahr seiner Priesterweihe, wurde Wolf zum Professor für Geologie und Mineralogie an der Zentraluniversität von Ecuador sowie des Polytechnikums in Quito (heute: Escuela Politécnica Nacional) berufen. Diese Stellung musste er aufgeben, nachdem er 1874 seinen Orden verlassen hatte. 1875 erkundete er die Galápagos-Inseln und beschrieb deren Pflanzenwelt. Daraufhin wurde er von Präsident Antonio Borrero Cortázar zum „geólogo oficial de Ecuador“ (Amtlicher Geologe von Ecuador) ernannt. Er widmete sich diesem Amt nicht zuletzt mit vielen Exkursionen durch die ecuadorianischen Provinzen. Daraus erwuchs sein Hauptwerk, die Geografía y Geología del Ecuador (1892 in Leipzig erschienen).
1891 kehrte Theodor Wolf nach Deutschland zurück und ließ sich in Dresden-Plauen nieder, wo er als Privatgelehrter seine Forschungen fortsetzte. Er wurde im Familiengrab auf dem Inneren Friedhof in Dresden-Plauen beigesetzt, das 2000 aufgelöst und 2013 rekonstruiert wurde.

## Nachlass
Die über 50 Bände seiner bedeutenden herbarischen Sammlung von Potentillen (Fingersträucher) mit ca. 5000 Blättern werden im Institut für Botanik der TU Dresden  aufbewahrt.

## Ehrungen
- 1921 ernannte der Nationalkongress der Republik Ecuador den Gelehrten anlässlich seines 80. Geburtstages zum Ehrenbürger, verbunden mit der Bewilligung eines Ehrensoldes. An seinem letzten Wohnhaus auf der Hohen Straße 62 in Dresden-Plauen befindet sich eine Gedenktafel.[4]
- In seinem Heimatort Bartholomä trägt eine Straße seinen Namen.[5]
- In Ecuador sind zahlreiche Schulen, die Galápagos-Insel Wolf, der Vulkan Wolf sowie ein Gletscher am Chimborazo nach ihm benannt.

## Namensgeber für Tier- und Pflanzenarten
Das offizielle botanisches Autorenkürzel von Theodor Wolf lautet „Th.Wolf“; früher war auch das Kürzel „Wolf“ in Gebrauch. Nach ihm benannt sind:
- die Krake Octopus wolfi[7]
- die Pflanzen:
  - (Araceae): Anthurium wolfii[8]
  - (Asteraceae): Hieracium wolfii[9]

## Schriften
- Über die Bodenbewegungen an der Küste von Manabí (Departement Guayaquil), nebst einigen Beiträgen zur geognostischen Kenntnis Ecuadors. Deutsche Geologische Gesellschaft, Berlin 1872.
- Crónica de los fenómenos volcánicos y terremotos en el Ecuador: Con algunas noticias sobre otros países de la América central y meridional, desde 1533 hasta 1797. Escuela Politécnica de Quito, Quito 1873.
- Geognostische Mittheilungen aus Ecuador. Der Cotopaxi und seine letzte Eruption am 26. Juni 1877. o. O. 1878.
- Ein Besuch der Galápagos-Inseln. Carl Winter's Universitätsbuchhandlung, Heidelberg 1879.
- Viajes cientificos por la Republica del Ecuador. Verificados y publicados por órden del supremo gobierno de la misma república. Imprenta del comercio, Guayaquil 1879 (3 Bände).
- Über die geographischen Verhältnisse der Republik Ecuador und speziell der Hoch-Anden. Dietrich Reimer Verlag, Berlin 1891.
- Geografía y Geología del Ecuador. Brockhaus, Leipzig 1892.
- Potentillen (Fingerkräuter) – Studien
  - Band 1: Die sächsischen Potentillen und ihre Verbreitung besonders im Elbhügellande.  Verlag von Wilhelm Baensch, Dresden 1901.
  - Band 2: Die Potentillen Tirols.  Verlag von Wilhelm Baensch, Dresden 1903.
- Monographie der Gattung Potentilla. Schweizerbart'sche Verlagsbuchhandlung, Stuttgart 1908.